# رهبر مردم
رهبر مردم کتابی از منوچهر سعیدوزیری است که در سال ۱۳۳۴ منتشر و برندهٔ جایزه کتاب سال سلطنتی شد.